# Donald Gene Saari
Donald Gene Saari (Ironwood, Michigan, 9 de março de 1940) é um matemático estadunidense.

## Obras
- Collisions, rings, and other Newtonian N-body problems, American Mathematical Society 2005 (Russische Übersetzung 2009)
- com Z. Xia Hamiltonian Dynamics and Celestial Mechanics, AMS, Contemporary Mathematics, 1988
- Geometry of voting, Springer Verlag 1994
- Basic geometry of voting, Springer Verlag 1995
- Decisions and elections. Explaining the unexpected, Cambridge University Press 2001
- Chaotic elections ! A mathematician looks at voting, AMS 2001
- Disposing dictators. Demystifying voting paradoxes, Cambridge University Press 2008
- The Way it Was: Mathematics From the Early Years of the Bulletin, American Mathematical Society, 2003
- Off to infinity in finite time, Notices AMS, 1995, Nr.5, pdf
- Mathematics and Voting, Notices AMS, 2008, Nr.4, pdf
- Mathematical complexity of simple economics, Notices AMS, 1995, Nr.2, [www.ams.org/notices/199502/saari.pdf pdf]